# Vodní elektrárna Santo Antônio
Vodní elektrárna Santo Antônio (portugalsky Usina Hidrelétrica Santo Antônio) je vodní dílo na řece Madeira v Brazílii. Spolu se vodní elektrárnou Jirau, vytváří kaskádu elektráren, které patří mezi nejvýkonnější v Brazílii i ve světě. Kaskáda využívá vodního toku jedné z nejvodnatějších řek světa na malém spádu bez vytvoření velkého přehradního jezera. Principem vysoké účinnosti využití vodního toku bez akumulační schopnosti nádrže je vysoký počet turbín, schopných zpracovat širokou škálu průtoků včetně běžných povodní. Kaskáda umožňuje splavnění Madeiry až do vnitrozemských přístavů v Bolívii.

## Všeobecné informace
Řeka je přehrazena v délce přes 2,5 km kombinací zemní sypané hráze, původního skalního masivu říčních ostrovů a gravitačních betonových částí. Tři strojovny se nacházejí při obou březích a uprostřed. Při budování suchých stavebních jam byly použity říční ostrovy. Hlavní přeliv umožňuje převod 84 000 m3/s. Vedlejší dvoukomorové přelivy umožňují přepad velkých kusů plovoucích dřev.
Průměrný průtok řeky je 19 000 m3/s, běžné roční minimum 4 000 m3/s a běžné roční maximum 40 000 m3/s. Hltnost elektrárny je 20 000 m3/s.
Ve strojovnách je instalováno 44 horizontálních Kaplanových turbín o výkonech 76,1 MW, pracujících v rozmezí spádů 14 -14,7 m. Jejich výkon napájí soustavu 600 kV pro rozvod na vzdálenosti do 2 000 km v západní Amazonii. Sestavu doplňuje šest turbín pro spotřebu v kraji Rondonia s rozvodem 230 kV. Celkový instalovaný výkon elektrárny je 3 580 MW.
Průměrná roční výroba k roku 2018 je 21,236 miliard kWh, což představuje průměrný výkon 2 424 MW. Z toho vyplývá vysoká hodnota využití maximálního výkonu 67 %. Vzhledem k ploše přehradní nádrže, která odpovídá ploše běžně dříve zaplavovaného území, dosahuje vodní dílo plošného výkonu 9 MW/km2. Elektrárna tak představuje moderní systém výroby vodní energie bez velkých ploch akumulačních nádrží.

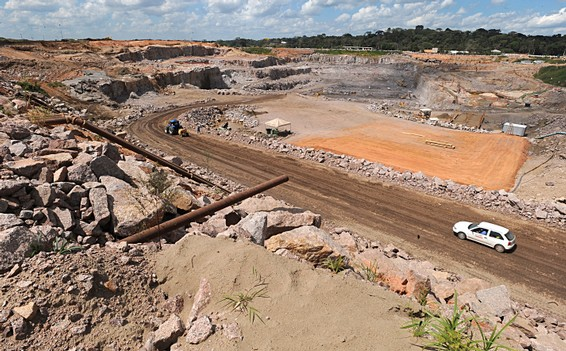
Založení stavební jámy na říčním ostrově

Vodní dílo obsahuje plavební propust a rybí přesmyk.